# 私、やりますって!
『私、やりますって!』（わたし、やりますって!）は2017年12月4日からCS放送ファミリー劇場の会員制サービス「ファミリー劇場CLUB」にて配信された青春ドラマ。毎週月曜配信。全8回。

## 概要
「ファミリー劇場CLUB」開設を記念し制作されたオリジナル配信ドラマ。グラビアアイドルの天木じゅんがプロレスラー・越中詩郎のコーチを受けスポーツクライミング・ボルダリングで“世界的なスポーツ大会出場を目指す”というフェイクドキュメンタリーの形式を取る。制作は東北新社。出演する天木、越中ともにドラマ出演歴はあるものの、本格的な演技は初となる。2017年12月4日に会員限定プレミア試写会が行われた。
番組中のタイトルは「詩郎 じゅんの私、やりますって! ～一心不乱に駆け抜けたあの夏の記録～」であり、このドキュメンタリー番組の撮影という演出のため、ドラマパートとインタビューパートが交互に進行。ドラマ冒頭でフィクションである旨の注釈がある。
なお、天木と越中以外のキャストは第4話まで後姿での登場となり、スタッフロールがないため演者は不明だった。  
各回ラストには「越中詩郎のサムライ語録」としたミニコーナーがある。  

## あらすじ
グラビアアイドルの天木じゅんは2017年、夏、人知れず3年後に行われる世界的スポーツ大会出場へ向けた決意をする。コーチを務めるのはプロレスラー・越中詩郎。越中は天木の体力測定、競技特性チェックを行い、強い握力からスポーツクライミングの世界へ誘う。

## 登場人物
天木じゅん
演 - 天木じゅん
巨乳グラビアアイドル。兵庫県出身。身長が低く運動能力も決して高くはないが、驚異的な握力の持ち主。スポーツクライミングで世界的スポーツ大会を目指す。気合を入れる際は服を脱ぎビキニ姿となる（少しでも体を軽くするため）。
コーチである越中の起用はマネジャーが一方的に決めたため、「結局あのおじさんって誰なんだろう」と素性のわからないコーチに疑問を抱く。番組での二つ名は「QUEEN OF BUST」。
越中詩郎
演 - 越中詩郎
プロレスラーであり、天木の専属コーチ。理不尽なところもあるがトレーナーとしては優秀。「覇」と書かれた応援旗の貼られたプライベートジムを経営する。
アイドルのコーチという立場に疑問を抱くが、天木の目に三沢光晴を重ね合わせ、ともに汗を流す。スポーツではハンデとなる天木の巨乳をなんとかしようと試行錯誤するが、エロオヤジとの誤解を与えてしまう。番組での二つ名は「KING OF HIP」。
マネジャー

天木のマネジャー。天木を世界一のアイドルにするため3年後の世界的スポーツ大会出場を促し、越中をコーチにセッティングした。

### ゲスト
柳瀬早紀
演 - 柳瀬早紀（4 - 7）
天木の友人でIカップグラビアアイドル。天木からはやなパイと呼ばれる。天木と競わせるため、途中から越中のコーチを受ける。天木とは何をするにも一緒という仲で、よき相談相手だが、26歳の遅咲きデビューのためか仕事には貪欲。越中の課題に不満を持つ天木に対し「やる気がないならやめればいい」と対角線に立つことを選ぶ。ロシアンフックの使い手。
長澤茉里奈
演 - 長澤茉里奈（5 - 7）
グラビアアイドル。埼玉県出身。通称まりちゅう。柳瀬とともに越中のコーチを受けることになる。20歳を超えても子供に見える“合法ロリ巨乳”の異名を持つが、劇中での“裏の顔”では赤いリップを塗り、トレーナーに膝蹴りを決めている。リングに立った際はヴァンダレイ・シウバを彷彿とさせる手首の回転を見せた。ケンカ腰で口が悪く、仕事上のキャラクターとの違いを「ヒールターン」と表している。

## スタッフ
- プロデューサー - 小柳大侍
- 製作著作 - 東北新社

## 配信リスト
| 配信開始日    | 話数  | サブタイトル                     | 時間 | 特記        |
| ------------- | ----- | -------------------------------- | ---- | ----------- |
| 2017年12月4日 | 第1話 | 第1試合 「本気見せろって！」     | 10分 | 2話同時配信 |
| 12月4日       | 第2話 | 第2試合 「競技決めるって！」     | 9分  | 2話同時配信 |
| 12月11日      | 第3話 | 第3試合 「やっぱケツだって！」   | 10分 |             |
| 12月18日      | 第4話 | 第4試合 「大いに悩めって！」     | 8分  |             |
| 12月25日      | 第5話 | 第5試合 「メシは基本だって！」   | 8分  |             |
| 2018年1月8日  | 第6話 | 第6試合 「そんなのひどいって！」 | 10分 |             |
| 1月15日       | 第7話 | 第7試合 「聞いてないって！」     | 10分 |             |
| 1月22日       | 第8話 | 第8試合 「合格してやるって！」   | 10分 |             |

このほか2018年1月9日に6.5話ともいえる撮り下ろしの7話予告がファミリー劇場YouTubeチャンネルで配信された（3話合計約6分）。